# 坎波德维利亚维德尔
坎波德维利亚维德尔，是西班牙卡斯蒂利亚-莱昂莱昂省的一个市镇。 总面积14平方公里，2001年总人口313人，人口密度22人/平方公里。